# Bubblegum
Als Bubblegum (englisch für eine Art von Kaugummi, die sich besonders zur Formung der Blasen – englisch bubbles – eignet), auch Bubblegum Pop, wird ein Genre der Popmusik bezeichnet, deren Anspruchsniveau sich an der Altersgruppe von Kindern orientiert und insbesondere durch eingängige Melodien, simple Liedtexte, lebhafte Rhythmen und besonders häufige Wiederholung des Refrains geprägt ist.
Im Dezember 1967 begannen die Musikproduzenten Jerry Kasenetz und Jeff Katz, simple musikalisch-textliche Grundstrukturen zu entwickeln, die sich von den bisherigen Entwicklungen der Rockmusik unterschieden. Dabei dachten sie auch an Zielgruppen wie Kinder und Jugendliche. Erstes Ergebnis war die Band The Lemon Pipers, deren erste Single Green Tambourine im Dezember 1967 erschien und zum Nummer-eins-Hit avancierte. Das Format für ähnliche Produktionen war gefunden.

## Erfolgswelle
Als im Januar 1968 die Gruppe 1910 Fruitgum Company mit ihrem Titel Simon Says bis auf Rang 4 der US-Hitparade vordrang, bot ihr Gruppenname die Gelegenheit zur Bezeichnung dieses einheitlichen Musikstils als Bubblegum-Musik. Ihr Hit Simon Says erklärt die Regeln des amerikanischen Kinderspiels Simon says. Typischstes Beispiel bot Ohio Express, die im Mai 1968 mit Yummy Yummy Yummy ebenfalls bis auf den vierten Platz gelangen konnten. Das Wort „Yummy“ bedeutet in der angelsächsischen Kindersprache „lecker, toll“, das passende Reimwort „tummy“ ist in der Kindersprache der Bauch. Jerry Kasenetz und Jeff Katz waren beim Plattenlabel Buddah Records angestellt, so dass es nicht verwundert, dass die genannten Gruppen hier unter Vertrag standen und eine Vielzahl weiterer Hits im homogenen und mit hohem Wiedererkennungswert ausgestatteten Bubblegum-Sound hervorbrachten. Aber auch außerhalb dieses Labels adaptierten Gruppen diesen Sound wie etwa The Music Explosion, The Sweet oder The Partridge Family.
Es gab auch fiktive Bubblegum-Bands, beispielsweise The Archies. Ihr Welthit Sugar, Sugar vom Juli 1969 kann als die archetypische Bubblegum-Hymne bezeichnet werden, denn er verkaufte weltweit 6 Millionen Exemplare und handelt vordergründig von Süßigkeiten. Bei jenen Musikprojekten engagierten Musikproduzenten Studiomusiker für die Aufnahme der Lieder. Die Studiomusiker traten aber nie gemeinsam auf und waren somit keine Musikgruppe im eigentlichen Sinne.
In den 1970er Jahren gab es auch in Europa einige Bubblegum-Bands, deren Lieder in den Hitparaden erfolgreich waren. Ein Beispiel ist der Hit Eeny Meeny Miny Moe von der holländischen Gruppe LUV’, dem ein alter englischer Abzählreim zugrunde liegt.

## Merchandising
Der Begriff Bubblegum für diese Art von Musik wird hauptsächlich in den Vereinigten Staaten und Kanada verwendet. Er bezieht sich jedoch nicht nur auf Musik, sondern kann auch generell Produkte bezeichnen, die Kinder oder Jugendliche ansprechen beziehungsweise kindliche oder jugendliche Charakteristika aufweisen (zum Beispiel in der Mode: bubblegum fashions).